# 蒲生 (越谷市)
蒲生（がもう）は、埼玉県越谷市の町名。現行行政地名は蒲生一丁目から四丁目、大字蒲生。町丁は住居表示実施地区。郵便番号は343-0838。

## 地理
埼玉県の東部地域で、越谷市の南部に位置し、地域の中央には、谷古田用水が南北に流れる。東部の境には葛西用水路（東京葛西用水）、南部の境には綾瀬川が流れる。ほぼ全域が宅地化されている。蒲生西町の南部に住居表示未実施の大字蒲生が残る。

### 河川
- 綾瀬川
- 葛西用水路
- 谷古田用水
- 出羽堀

## 歴史
蒲生一丁目から四丁目は、かつての蒲生村の東部にあたる。1967年以降の住居表示実施により、大字蒲生の大部分が新町名となった。

### 年表
- 1967年（昭和42年）11月1日 - 大字蒲生と大字伊原の各一部から蒲生一丁目〜四丁目が成立。同時に大字蒲生から蒲生本町、蒲生東町、蒲生南町、蒲生愛宕町、蒲生西町、蒲生寿町、蒲生旭町が成立[5][6]。そのほかにも、大字登戸と大字蒲生の一部から登戸町が成立し[7][8]、南越谷一丁目〜三丁目も一部分は蒲生から分離した[9][10]。
- 1970年（昭和45年）7月1日 - 大字蒲生の一部が川柳町となる[11][12]。
- 1980年（昭和55年）9月1日 - 大字蒲生の一部から蒲生茜町が成立[13]。また、大字蒲生の一部が南越谷四丁目・五丁目に分離[13]。
- 1982年（昭和57年）2月3日 - 蒲生三丁目の一部が南町に編入[13]。

## 世帯数と人口
2022年（令和4年）1月1日現在の世帯数と人口は以下の通りである。
| 町丁       | 世帯数    | 人口    |
| ---------- | --------- | ------- |
| 大字蒲生   | 448世帯   | 1,018人 |
| 蒲生一丁目 | 636世帯   | 1,328人 |
| 蒲生二丁目 | 823世帯   | 1,857人 |
| 蒲生三丁目 | 1,373世帯 | 3,121人 |
| 蒲生四丁目 | 870世帯   | 1,934人 |
| 計         | 4,150世帯 | 9,258人 |

## 小・中学校の学区
市立小・中学校に通う場合、学区（校区）は以下の通りとなる。
| 丁目     | 番地                                   | 小学校                 | 中学校               |
| -------- | -------------------------------------- | ---------------------- | -------------------- |
| 大字蒲生 | 3792 - 3900・3902・3907 - 3909（全域） | 越谷市立大間野小学校   | 越谷市立武蔵野中学校 |
| 一丁目   | 全域                                   | 越谷市立蒲生第二小学校 | 越谷市立南中学校     |
| 二丁目   | 全域                                   | 越谷市立蒲生南小学校   | 越谷市立南中学校     |
| 三丁目   | 全域                                   | 越谷市立蒲生第二小学校 | 越谷市立南中学校     |
| 四丁目   | 全域                                   | 越谷市立川柳小学校     | 越谷市立光陽中学校   |

## 交通

### 道路
- 東京都道・埼玉県道49号足立越谷線（日光街道）
- 埼玉県道115号越谷八潮線（草加産業道路）
- 蒲生茶屋通り
- 槍先通り
- 谷古田河畔緑道

## 寺社
- 久伊豆神社 - 1丁目1-7にも同名の神社（小祠）がある。また、北西側100メートルの蒲生西町一丁目にも同名の神社がある[15]。
- 稲荷神社
- 光明院
- 地蔵院

## 施設
二丁目3番地に「蒲生二丁目ふれあい公園」もあったが、廃止され宅地化された。
- 蒲生郵便局
- 越谷蒲生三郵便局
- 愛隣幼稚園
- 蒲生第三保育所
- 越谷市出羽堀ポンプ場・出羽堀樋門ゲート - 河川施設
- 蒲生二丁目自治会館
- 蒲生三丁目自治会館
- 蒲生四丁目会館
- 城北信用金庫蒲生支店
- 越谷市消防団蒲生分団第1部
- 蒲生三丁目第二ふれあい公園

## 関連文献
- 「蒲生村」『新編武蔵風土記稿』 巻ノ205埼玉郡ノ7、内務省地理局、1884年6月。NDLJP:764008/32。